# Anna Blaman
Anna Blaman, pseudonimo di Johanna Petronella Vrugt (Rotterdam, 31 gennaio 1905 – Rotterdam, 13 luglio 1960), è stata una poetessa e scrittrice olandese.

## Biografia
Figlia di Pieter Jacob Vrugt e Johanna Karolina Wessels, Anna Blaman nacque a Rotterdam nel 1905. Nel 1916 rimase orfana di padre e la madre aprì una pensione, in cui Blaman visse per il resto della vita. Dopo aver completato gli studi, lavorò come insegnante di francese. 
Iniziò a pubblicare poesie nel 1939 sulle riviste Criterium ed Helikon e nel 1941 fu dato alle stampe il suo primo romanzo Vrouw en vriend; fu pubblicato in Italia nel 1945 da Edizioni Alpe con il titolo Donna e amico. A esso seguirono Eenzaam avonturr nel 1948, la novella De kruisvaarder nel 1950, il romanzo Op leven en dood (1954) e le raccolte di racconti Ram Horna (1951) e Overdag (1957). Nel 1956 vinse il P. C. Hooftprijs.
Dichiaratamente lesbica, morì a causa di un'embolia nel 1960 e il suo ultimo romanzo, De verliezers, fu pubblicato postumo l'anno successivo. In suo onore è stato istituito il premio Anna Blaman Prijs.

## Opere tradotte in italiano
- Donna e amico [Vrouw en vriend], Milano, Edizioni Alpe, 1945  [1941].